# 兼子真央
兼子真央（かねこまお、1990年頃 - ）は、日本のモデル・女優。

## 経歴
1990年頃、愛知県豊田市に生まれる。
2014年、ミス・インターナショナル・ジャパンファイナリスト。
2014年、ミス・ワールド・ジャパンファイナリスト（17位）。タレント部門賞受賞。
2014年10月8 -13日、東京都中央区東日本橋のAQUA studioで行われたAir studio公演『JULIET』に出演。
2015年3月12日、愛知県を代表してミス・ユニバース・ジャパンに出場（第4位）。出場に当たって名古屋のECLAT INTERNATIONAL所属のウォーキングスペシャリスト・毛受貴代美 (めんじょう きよみ)よりトレーニングを受ける。
2015年8月1日、名古屋市中村区名駅のキャッスルプラザ名古屋で開催された婚活イベント「Tokai Bridal FES 2015」（一般社団法人全日本ブライダル協会東海支部主催）の宣伝用動画に新婦役で出演。新郎役は南知多町観光釣り大使の岩月大地。
2015年8月24日、ミス・グランド・ジャパン準優勝。出場に当たってアナウンサーの小島亜輝子よりスピーチトレーニングを受ける。
2016年、モデルとしてParis Collection、YUMI KATSURA GRAND COLLECTION等に出演。
2016年12月31日、マレーシアのプトラジャヤで開催されたMiss Tourism International世界大会出場。入賞は逃したが、特別賞のMiss KL Sogo Trendsetter受賞。

## 人物
趣味・特技はバイオリン、ソフトボール、バスケット。美容師国家試験合格者でもある
。